# Batalion Dowodzenia Inspektoratu Wsparcia Sił Zbrojnych
Batalion Dowodzenia Inspektoratu Wsparcia Sił Zbrojnych (bdow IWsp SZ) – jednostka dowodzenia sformowana rozkazem Dowódcy Wojsk Lądowych nr PF-71 z 10 kwietnia 2001, dyslokowana w Bydgoszczy, podlega bezpośrednio dowódcy Inspektoratu Wsparcia Sił Zbrojnych.

## Historia
Po sformowaniu w roku 2001 batalion podporządkowany został dowódcy Pomorskiego Okręgu Wojskowego i na jego rzecz realizował zadania.
Po rozformowaniu POW batalion został przeformowany i już jako batalion dowodzenia Inspektoratu Wsparcia Sił Zbrojnych, 1 lipca 2010 podporządkowany Dowódcy Inspektoratu Wsparcia Sił Zbrojnych.

### Nazwy jednostki
- 1 Kujawsko-Pomorski batalion dowodzenia Pomorskiego Okręgu Wojskowego (2001 – 1 lipca 2010)
- batalion dowodzenia Inspektoratu Wsparcia Sił Zbrojnych (1 lipca 2010 – nadal)

## Zadania
- zabezpieczanie funkcjonowania Dowództwa Inspektoratu Wsparcia Sił Zbrojnych polegające na transporcie, zaopatrzeniu, ochronie i udziale w ćwiczeniach.

## Tradycje
- Zgodnie z decyzją nr 341/MON Ministra Obrony Narodowej z dnia 10 września 2010 batalion dziedziczy i kultywuje tradycje następujących jednostek:
  - 2 Kołobrzeskiego samodzielnego batalionu samochodowego (1943-1946);
  - Okręgowego batalionu samochodowego (1946-1947);
  - Okręgowej kompanii samochodowej (1947-1949);
  - 2.Kołobrzeskiego batalionu samochodowego (1967-1968);
  - 2 batalionu ochrony i obsługi Dowództwa Pomorskiego Okręgu Wojskowego (1954-1968);
  - 5 Kołobrzeskiego pułku zabezpieczenia Dowództwa Pomorskiego Okręgu Wojskowego (1968-1994);
  - Garnizonowego Ośrodka Mobilizacyjnego (1994-2001);
  - 1 Kujawsko-Pomorskiego batalionu dowodzenia Pomorskiego Okręgu Wojskowego (2001-2010);

oraz przejmuje sztandar 1 Kujawsko-Pomorskiego batalionu dowodzenia Pomorskiego Okręgu Wojskowego;
- Decyzją nr 341/MON Ministra Obrony Narodowej z dnia 20 września 2011 przyznano odznakę pamiątkową i oznakę rozpoznawczą[1].
- Decyzją nr 416/MON Ministra Obrony Narodowej z dnia 8 listopada 2011 ustanowiono doroczne święto batalionu na dzień 10 września[2];

Insygnia
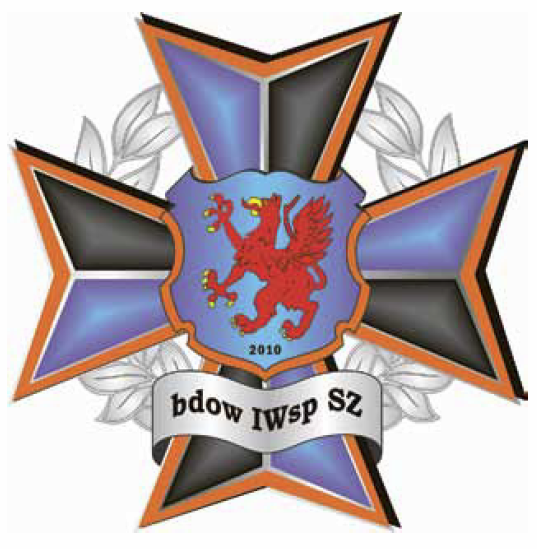
Odznaka pamiątkowa (2011)
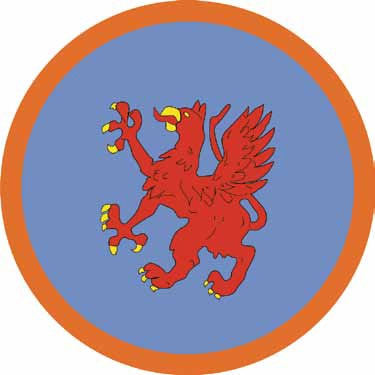
Oznaka rozpoznawcza na mundur wyjściowy (2011)
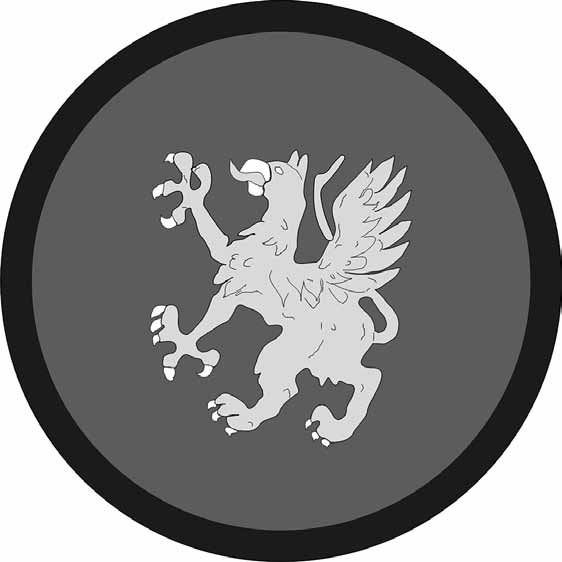
Oznaka rozpoznawcza na mundur polowy (2011)
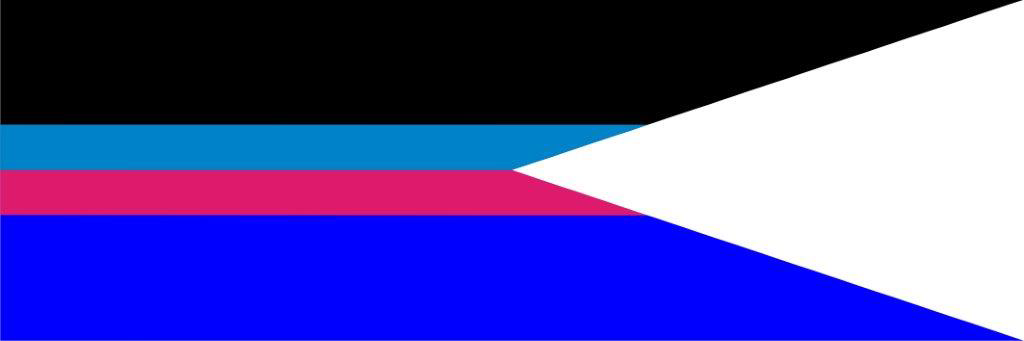
Proporczyk na beret (2016)

## Dowódcy
- ppłk Mirosław Frończuk (2001 do 1 lipca 2007)
- ppłk Krzysztof Gruszecki (1 lipca 2007 do 1 lipca 2010)
- ppłk Grzegorz Patyra (1 lipca 2010 do 1 lipca 2017)
- ppłk Witold Kawecki (1 lipca 2017 – 28 lutego 2021)
- ppłk Bartosz Winnicki (1 marca 2021 - 31.01.2023)
- ppłk Robert Gołąb (1 lutego 2023 -1 kwietnia 2025)
- ppłk Marek Grzybowski (1 kwietnia 2025 - obecnie )

## Podporządkowanie
- Dowództwo Pomorskiego Okręgu Wojskowego (2001 – 1 lipca 2010)
- Dowództwo Inspektoratu Wsparcia SZ (1 lipca 2010 – nadal)